# Trimeresurus gracilis
Trimeresurus gracilis е вид змия от семейство Отровници (Viperidae).

## Разпространение
Видът е разпространен в Тайван.